# خانه هادی‌ها
خانه هادیها مربوط به دوره صفوی است و در شهرستان صدوق، بخش خضرآباد، شهر ندوشن، محله فرداب واقع شده و این اثر در تاریخ ۲۸ اسفند ۱۳۸۶ با شمارهٔ ثبت ۲۲۷۶۰ به‌عنوان یکی از آثار ملی ایران به ثبت رسیده است.